# Marius Jatteaux
Marius Jatteaux, né le 22 juillet 1906 à Trets et mort le 17 mars 2000 dans le 8e arrondissement de Marseille, est un athlète français.

## Carrière
Marius Jatteaux remporte le titre national sur 10 000 mètres à trois reprises, aux Championnats de France d'athlétisme 1930, 1931 et 1932 à Colombes.